# Südliches Federseeried
Das Südliche Federseeried ist ein mit Verordnung vom 24. März 1994 durch das Regierungspräsidium Tübingen ausgewiesenes Naturschutzgebiet im Osten des baden-württembergischen Landkreises Biberach.  Es ist Bestandteil des Vogelschutzgebiets Federseeried und des FFH-Gebiets Federsee und Blinder See bei Kanzach.

## Lage
Das Naturschutzgebiet Südliches Federseeried liegt zwischen Bad Buchau und Oggelshausen im Landkreis Biberach südlich der Landesstraße 280 bis zur Gemeindegrenze von Bad Schussenried. Es gehört zum Federseebecken und liegt zum größten Teil im Naturraum Donau-Ablach-Platten.

## Schutzzweck
Wesentlicher Schutzzweck ist laut der Schutzgebietsverordnung „die Erhaltung, Pflege und Förderung eines faunistisch reichhaltigen und landschaftsprägenden Niedermoores mit der ihm angepassten extensiven Wiesennutzung, sowie floristisch und faunistisch hochwertiger Hochmoorreliktstandorte als Teil eines zukünftigen Naturschutzgebietskomplexes Federseebecken. Deren regionale, überregionale und internationale Funktion als Brut‑ und Rastplatz für zahlreiche Zugvogelarten sowie als Lebensraum für seltene und höchst gefährdete Wiesenbrüter gilt es zu bewahren.“

## Landschaftscharakter
Der Charakter des Schutzgebiets wird im Wesentlichen durch großflächiges Feucht- und Nassgrünland und Seggenriede bestimmt. Im Süden des Gebiets befinden sich Fichtenforste, die in ehemaligen Torfstichen aufgeforstet wurden. Auch einige kleine und durch den früheren Torfabbau stark beeinträchtigte Hochmoorreste sind hier zu finden.

## Flora und Fauna
Das Gebiet beherbergt einen großen Bestand des Braunkehlchens. Auch das Schwarzkehlchen brütet hier.